# TURN口罩世界巡迴演唱會
TURN口罩世界巡迴演唱會（英語：Turn Mask World Tour）是臺灣歌手謝金燕的第3輪售票巡迴演唱會，由開麗娛樂主辦，並由音樂人陳星翰擔任音樂總監，為演唱會所有曲目製作全新版本混音。該巡演在2021年1月16日在臺灣臺北市臺北小巨蛋展開，2022年8月20日在臺灣高雄市高雄巨蛋舉行高雄場。本次巡迴2場次票房收入近新台幣39,100,000元，創下謝金燕個人售票演唱會票房新紀錄。  2024年11月30日在澳門倫敦人綜藝館，改以「謝金燕2024澳門音樂會」命名舉辦海外場次，由寬魚國際主辦，節目內容和製作團隊與本次巡演大致相同，並邀請戚薇擔任神秘嘉賓。

## 背景
2017年12月31日，謝金燕在臺灣桃園跨年演唱會復出歌壇，首唱全新創作歌曲〈Turn口罩〉。2020年10月，謝金燕宣布不唱跨年，並將從隔年一月啟動全新巡迴演唱會。 同月，謝金燕發布睽違3年的〈Turn口罩〉音樂錄影帶，由黃中平導演執導，為同名演唱會預熱宣傳。

## 台北場曲目
Act 1 
1. 《Turn口罩》
2. 《Dancing All Night》
3. 《Crazy》

Act 2
1. 《香榭大道》
2. 《嗆聲》
3. 《54321》
4. 《極速的愛》
5. 《叉燒包》
6. 《甲你跳舞》

Act 3
1. 《我要幸福》
2. 《造飛機》
3. 《青春日記》
4. 《長頭髮》
5. 《憨人》
6. 《紙風吹》
7. 《擔心》
8. 《永遠愛你》
9. 《不痛》
10. 《月彎彎》

Act 4
1. 《笑笑看一切》
2. 《波波的茶》
3. 《含淚跳恰恰》
4. 《愛來愛去》
5. 《啊哥哥》
6. 《我愛你》

Act 5
1. 《獨一無二》
2. 《酸甘蜜甜》
3. 《嗶嗶嗶》
4. 《練舞功》
5. 《一級棒》
6. 《潘朵拉》
7. 《姐姐》

## 場次
| 日期           | 國家 | 城市   | 場館             | 售票率 | 票房           | 備註 |
| -------------- | ---- | ------ | ---------------- | ------ | -------------- | --- |
| 2021年1月16日  | 臺灣 | 臺北市 | 臺北小巨蛋       | 90%    | 20,700,000 NTD | 由開麗娛樂主辦。                                                                                           |
| 2022年8月20日  | 臺灣 | 高雄市 | 高雄巨蛋         | 80%    | 18,400,000 NTD | 由開麗娛樂主辦。                                                                                           |
| 2024年11月30日 | 中國 | 澳門   | 澳門倫敦人綜藝館 |        |                | 由寬魚國際主辦。改以「謝金燕2024澳門音樂會」命名，節目內容和製作團隊與本次巡演大致相同。戚薇擔任神秘嘉賓。 |

## 幕後人員
- 開麗娛樂經紀有限公司：主辦單位、製作單位、媒體公關
- 一直打不倒有限公司：藝人經紀、製作單位
- 完角創意娛樂製作有限公司：前期企劃、舞台執行
- 必應創造股份有限公司：硬體統籌執行、燈光設計
- 右至娛樂股份有限公司：導演組
- KKTIX華娛網路娛樂股份有限公司：票務行政
- 謝金燕：藝術總監
- 球球：經紀人
- 陳星翰、潘信維：音樂總監
- UUIN：舞蹈服裝設計、演唱會藝人服裝設計
- Andrea Liu、Tzutsao Liu、Van Lin：服裝設計師
- AETER：服裝設計協力單位
- Roy Chang、李嘉泉、鐵木倫斯：服裝設計協力
- yoxi、山本富也：聯名贊助
- 水京棧國際酒店：指定住宿
- CSD中衛：協力廠商